# A Rich Revenge
A Rich Revenge é um filme mudo norte-americano de 1910 em curta-metragem, do gênero comédia, dirigido por D. W. Griffith.
Uma cópia do filme é conservada no Mary Pickford Institute for Film Education.

## Elenco
- Billy Quirk ...  Harry
- Francis J. Grandon ... Bill
- Mary Pickford ... Jennie
- Anthony O'Sullivan
- William J. Butler
- George Nichols
- Frank Opperman
- Mack Sennett
- Charles West